# Никольское (Сямженский район)
Никольское — деревня в Сямженском районе Вологодской области на реке Малый Пунгул.
Входит в состав Житьёвского сельского поселения, с точки зрения административно-территориального деления — в Житьёвский сельсовет.
Расстояние по автодороге до районного центра Сямжи — 21 км, до центра муниципального образования Житьёва — 5 км. Ближайшие населённые пункты — Левинская, Шубачево, Житьёво.
По переписи 2002 года население — 15 человек.